# Agua Caliente de Cota
Agua Caliente de Cota är en ort i Mexiko.   Den ligger i kommunen Sinaloa och delstaten Sinaloa, i den västra delen av landet, 1 200 km nordväst om huvudstaden Mexico City. Agua Caliente de Cota ligger 130 meter över havet och antalet invånare är 139.
Terrängen runt Agua Caliente de Cota är kuperad åt nordost, men åt sydväst är den platt. Runt Agua Caliente de Cota är det glesbefolkat, med 19 invånare per kvadratkilometer. Närmaste större samhälle är Sinaloa de Leyva, 18,8 km sydväst om Agua Caliente de Cota. I omgivningarna runt Agua Caliente de Cota växer i huvudsak blandskog.